# 穆克林·伊本·扎米爾
穆克林·伊本·扎米爾（阿拉伯語：مقرن بن زامل、拉丁化：Muqrin ibn Zamil）是阿拉伯東部哈薩、蓋提夫和巴林的統治者，又是巴林賈布里德王朝最後一位統治者。他在1521年戰敗予葡萄牙征服者，兵敗被擒，在數天後傷重身亡。葡萄牙將領安東尼奧·科雷亞（António Correia）後來將穆克林血淋淋的頭顱描繪在家族紋章上。
穆克林在賈布里德王朝統治者阿傑瓦德·伊本·扎米爾（Ajwad ibn Zamil）逝世後登基，阿傑瓦德可能是穆克林的祖父。穆克林三兄弟分治阿曼、阿曼北岸及巴林－蓋提夫地區。穆克林由首府哈薩統治巴林－蓋提夫地區，他拒不向控制海路的葡萄牙及忽里模子進貢，激使葡萄牙及忽里模子派遣部隊征服巴林。
19世紀英國旅行家詹姆斯·西爾克·巴金厄姆（James Silk Buckingham）記述入侵巴林時對穆克林遺體遭遇的「恥辱」對待表示了不滿：
|  | 在葡萄牙遠征波斯灣期間，當地國王長駐在哈薩，統領巴林群島等地。葡萄牙史籍記載哈薩國王穆克林拒絕向忽里模子進貢，忽里模子遂進犯巴林。葡萄牙和波斯聯軍佔領了巴林，領導聯軍作戰的安東尼奧·科雷亞將巴林的頭銜加進自己的名字裡。在整個入侵行動裡，波斯將領雷斯·沙拉福一直在他的船艦上袖手旁觀。穆克林在大腿被擊中的六天後才逝世，遺體被送到哈薩下葬。這位冷血和懦弱的旁觀者將穆克林的頭顱砍下來並送到忽里模子。同樣冷血的葡萄牙軍官科雷亞為了紀念這件事，將穆克林的頭顱加進他的紋章裡，葡萄牙史學家也記述他的後裔仍佩帶這個紋章。 |

該頭顱仍是科雷亞後裔勞沙伯爵紋章的一部分。
穆克林戰敗後，葡萄牙人開始了他們在巴林的八年統治。

## 註腳
1. ↑  Cole 2002，第37頁
2. ↑  Buckingham 1829，第459頁
3. ↑  Belgrave 1966，第8頁